# Batalha de Clavijo
|  |
|  |

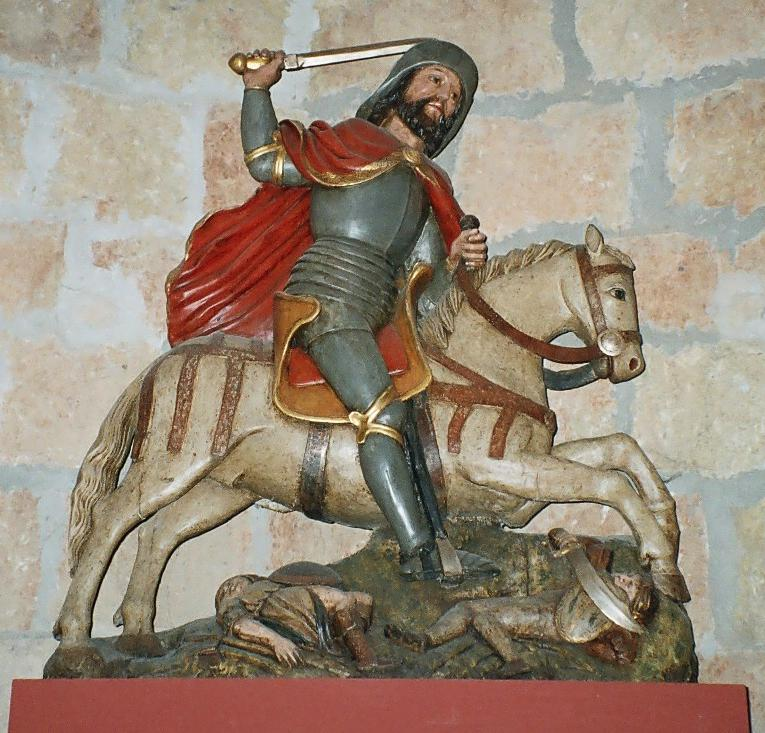
Imagem de Santiago Matamoros, em Carrión de los Condes.

A Batalha de Clavijo, uma das mais célebres batalhas da Reconquista, travou-se no denominado Campo da Matança, nas proximidades de Clavijo, La Rioja (Espanha), a 23 de Maio de 844.

## Descrição
A batalha terá tido origem na recusa de Ramiro I das Astúrias em pagar os tributos exigidos pelos emires árabes, com especial incidência no tributo das cem donzelas. Assim, as tropas cristãs encabeçadas por Ramiro I, dirigiram-se contra os muçulmanos de Abderramão II. Ao chegar a Nájera e Albelda, ver-se-iam cercados por um numeroso exército árabe formado por tropas da península e por conscrições provenientes de Marrocos, obrigando-os a refugiar-se no castelo de Clavijo, no Monte Laturce. Conta-se que, aí, Ramiro I teve um sonho no qual aparecia o Apóstolo Santiago, assegurando a sua presença na batalha e consequente vitória. Segundo a lenda, no dia seguinte, os exércitos de Ramiro I, acompanhados da presença do Apóstolo montado num corcel branco, venceram o inimigo.